# いずもり
いずもりは、京都府相楽郡精華町にある旧跡。武埴安彦破斬旧跡とも。

## 歴史
崇神天皇10年の役において、祝園の地で武埴安彦命が敗れた際、この地で武埴安彦命の首が落とされたという。
現在は空き地となっているが、明治のはじめまでは巨木があったと伝わる。
「崇神帝十年役 武埴安彦破斬旧跡」と書かれた碑が残されている。

## いごもり祭 綱曳きの式
祝園村に伝わる、正月申の日より三日間執り行われる奇祭いごもり祭において、第三日(戌の日)の綱曳きの式が行われる。
細く割った青竹であぜまめの殻を包み縄で縛ったものを直径2m弱の輪状にし、南北にそれぞれ3本ずつの青竹を取り付ける。
祝園五字の若者が百人程度集まり、祝園神社の鳥居を基準として南北の組に分かれ、3本の青竹を引き合う。
三度行い、最初二回の勝敗に関わらず三度目に勝敗を決するが、結果により農作物の豊凶が占われ、最後に勝利した組が、いずもりの地まで青竹を引っ張ってきて、各家のしめ縄等と共に焼却する。